# François Roussel
François Roussel (auch Francesco Rosselli; * um 1510; † nach 1577) war ein wohl französischer Komponist der Renaissance, der der Römischen Schule zugerechnet wird. Da seine Werke unter seiner italienischen Namensform publiziert wurden, wurde er von der älteren Forschung meist als Italiener angesehen, doch wurde er in einem Rechnungsbuch als Franciscum Roussel gallum bezeichnet, was seine französische Herkunft nahelegt.

## Leben und Werk
Über seine Herkunft ist nichts Genaues bekannt. Möglicherweise gelangte er als Sängerknabe nach Rom. 1544 wird er erstmals als Musiker im Gefolge des Kardinals Alessandro Farnese erwähnt. Von 1548 bis 1550 ist er als magister puerorum der Cappella Giulia am Petersdom nachweisbar. In den 1550er Jahren wirkte er möglicherweise in Lyon. Von 1564 an ist er wieder in Rom nachweisbar, zunächst bis 1566 als maestro di cappella an San Lorenzo in Damaso, danach in gleicher Position von 1566 bis 1571 an San Luigi dei Francesi und schließlich von 1572 bis 1575 an San Giovanni in Laterano.
Roussels geistliches Schaffen ist relativ schmal und meist nur handschriftlich überliefert. Demgegenüber erschien sein breites Œuvre weltlicher Werke schon frühzeitig im Druck. Als Madrigalkomponist ist er einer der frühesten Vertreter der sogenannten note-nere-Schreibweise, die durch Temporeichtum und rhythmische Vielfalt geprägt ist. Auch seine überwiegend vierstimmigen Chansons sind von einer madrigalistischen Kompositionsweise geprägt. Bei seinen Zeitgenossen wie Giovanni Pierluigi da Palestrina und Loys Bourgeois stand seine Kunst in hohem Ansehen.

## Werke

### Geistliche Musik
- 8 Messen, darunter:
  - Missa Virtute magna, Missa Souspirs ardans, Missa De mes ennuits, à 4 voix
  - Missa Emendemus in melius, Missa La sol fa mi re ut, Missa de fantasia (unvollständig), à 5 voix
  - Missa a 6
- 14 Motetten

### Weltliche Werke
- Il primo libro de madrigali a cinque voci, insiemi de altri autori... Venedig 1562.
- Il primo libro delli [39] madrigali a cinque voci. Rom 1563.
- Il primo libro delli [33] madrigali a quattro voci. Rom 1565 (unvollständig).
- Chansons nouvelles mises en musique à III, V et VI parties, par M. Françoys Roussel. Paris 1577.